# Leptogaster munda
Leptogaster munda är en tvåvingeart som beskrevs av Walker 1859. Leptogaster munda ingår i släktet Leptogaster och familjen rovflugor. Inga underarter finns listade i Catalogue of Life.